# Lucky Millinder
Lucky Millinder (* 8. August 1900 in Anniston, Alabama; † 28. September 1966 in New York City), eigentlich Lucius Venable Millinder, war ein US-amerikanischer R&B- und Swing-Bandleader und Sänger.

## Leben
Geboren in Alabama, aufgewachsen in Chicago, arbeitete Millinder in den späten 1920er Jahren als Tänzer, Sänger und Bandleader. Er konnte weder Noten lesen noch spielte er ein Instrument, dennoch war er mit seiner Musik erfolgreich.

Mills Blue Rhythm Band - Yes! Yes!

Im Juni 1930 tourte er mit einer Band in Europa, zu der auch der Sänger Freddy Taylor gehörte, mit Auftritten in Monte Carlo und Paris, im Oktober 1933 kam er erst nach New York zurück. Nach seiner Rückkehr wurde er Ende 1933 Leiter der Mills Blue Rhythm Band, wo er bis 1938 blieb. Am 4. Dezember 1933 machte Millinder erste Aufnahmen mit der Mills Blue Rhythm Band, und zwar Drop Me Off In Harlem und Love Is The Thing. Im Januar 1936 brachte die Mills Blue Rhythm Band die Single Broken Dreams of You / Yes! Yes! unter seiner Leitung heraus, es folgte im Juli 1937 The Image of You / Lucky Swing. Bereits ab Dezember 1934 komponierte Millinder auch Stücke für die Mills Blue Rhythm Band, so etwa den Hit Ride Red Ride oder St. Louis Wiggle Rhythm (Mai 1936).
Ab 1938 übernahm er die Band von Bill Doggett, weil dieser temporär zahlungsunfähig war und seine Bandmitglieder nicht mehr bezahlen konnte. Später allerdings erholte sich Doggett finanziell wieder und lieferte große Hits ab.

Lucky Millinder – Who Threw The Whiskey In the Well

Im September 1940 stellte Millinder seine eigene Band zusammen; darunter waren Buster Bailey (Klarinette), Bill Doggett (Piano), der Schlagzeuger „Panama“ Francis; später spielten auch Sir Charles Thompson (Piano) und Eddie „Lockjaw“ Davis (Saxophon) sowie der Trompeter Frank Humphries mit. Als Sänger wurden Sister Rosetta Tharpe, Wynonie Harris oder „Big“ John Greer eingesetzt. Einen ersten Hit konnte er mit Big Fat Mama (mit Trevor Bacon als Sänger) landen; sein früher Hitparadenerfolg When The Lights Go On Again / That’s All wurde gleich zur Nummer 1 der Rhythm & Blues-Hitparade. Auch Apollo Jump und Sweet Slumber (#6 R&B-Chart) gelangten bis zur Spitzenposition. Ab 1944 rekrutierte er als Sänger Wynonie Harris, der zu Millinders größtem Hit Who Threw The Wiskey in the Well? den Gesang beisteuerte. Nun war Millinders Band mit vier aufeinander folgenden Top-Platzierungen in der Hitparade einer der erfolgreichsten Interpreten des Decca-Labels.
Bei King Records war er bereits als Komponist zusammen mit Henry Glover bei Love Me Tonight für Bull Moose Jackson, aufgenommen am 5. Januar 1949, und weiteren Aufnahmen aufgetaucht. Der offizielle Wechsel zu King Records wurde im Juli 1950 vollzogen. Hier half er auch bei anderen Bands aus, so etwa bei Bull Moose Jacksons Big Fat Mamas Are Back In Style Again (King 4412), das am 4. Mai 1951 entstand. King Records brachten jedoch sieben Singles heraus, bis endlich mit Bongo Boogie / I’m Waiting Just for You Millinder mit einem zweiten Platz wieder die R&B-Hitparade erreichen konnte. Bei BMI sind für Millinder insgesamt 49 Kompositionen registriert, wovon drei einen BMI-Award erhielten.
Im Jahre 1952 löste er seine Band auf. In späteren Jahren schlug er sich als Verkäufer und Diskjockey durch. Millinder rekrutierte für sein Orchester talentiertes Personal, von dem später viele Einzelinterpreten Karriere machen konnten. Er war ein exzellenter Organisator, entwickelte ein Gehör für komplizierte Sounds und verstand die Tiefen des Musikgeschäfts.

## Diskografie
- Truckin’, 1935
- Barrelhouse, 1936
- The Image of You, 1937
- Big Fat Mama / Trouble in Mind (Decca 4041), Oktober 1941
- Ride, Red, Ride / Hey Huss! (Decca 4146), Januar 1942
- Trouble In Mind / Ride, Red Ride (Decca 18353), 27. Juni 1941
- I Want A Tall Skinny Papa / Shout, Sister Shout (Decca 18 496), 18. Februar 1942 / 5. September 1941
- When The Lights go on again / That’s All (Decca 18 496), 29. Juli 1942 / 6. November 1941
- Savoy / Rock Me (Decca 18353), 18. Februar 1942 / 5. September 1941
- Are You Ready? / Apollo Jump (Decca 18529), 29. Juli 1942 / 5. September 1941
- Don’t Cry Baby / Sweet Slumber (Decca 18569), 19. Oktober 1943
- Hurry, Hurry / I Can’t See For Lookin’ (Decca 18609), 25. Mai 1944
- Who Threw The Wiskey In The Well / Shipyard Social Function (Decca 18674), 25. Mai 1944 / 19. Oktober 1943
- Darlin’ / All The Time (Decca 18779), 25. Mai 1944 / 22. Juni 1945
- There’s Good Blues Tonight / Chitlin Time (Decca 18835), 26. Februar 1946
- Shorty’s Got to Go / Some Day (Decca 18867), 26. Februar 1946 / 22. Juni 1945
- D’Natural Blues / Girl Don’t Cry (Victor 20-3351), 3. Januar 1949
- Moanin’ The Blues / How Would You Know? (Victor 20-3430), 25. Februar 1949
- I Ain’t Got Nothin' To Lose / Tomorrow (Victor 20-3495), 3. Januar 1949
- I’ll Never Be Free / Journey’s End (RCA Victor 47-3128), Januar 1951
- My Little Baby / Let It Roll Again (King 4379), Juli 1950
- Clap Your Hands / Who Said Shorty Wasn’t Coming Back (King 4398), Oktober 1950
- Silent George / Oh, Babe (King 4418), 18. Oktober 1950
- Teardrops from My Eyes / Please Open Your Heart (King 4419), 18. Oktober 1950
- The Jumpin’ Jack / Mister Trumpet Man (King 4436), März 1951
- Chew Tobacco Rag / Georgia Rose (King 4449), 28. Februar 1951
- Bongo Boogie / I’m Waiting Just For You (King 4453), Mai 1951
- The Grape Vine / No One Else Could Be (King 4476), 29. Juni 1951 / 1. Juli 1951
- It’s Been A Long Long Time / The Right Kind Of Lovin’ (King 4496), 29. Juni 1951